# 圣安德烈座堂 (悉尼)

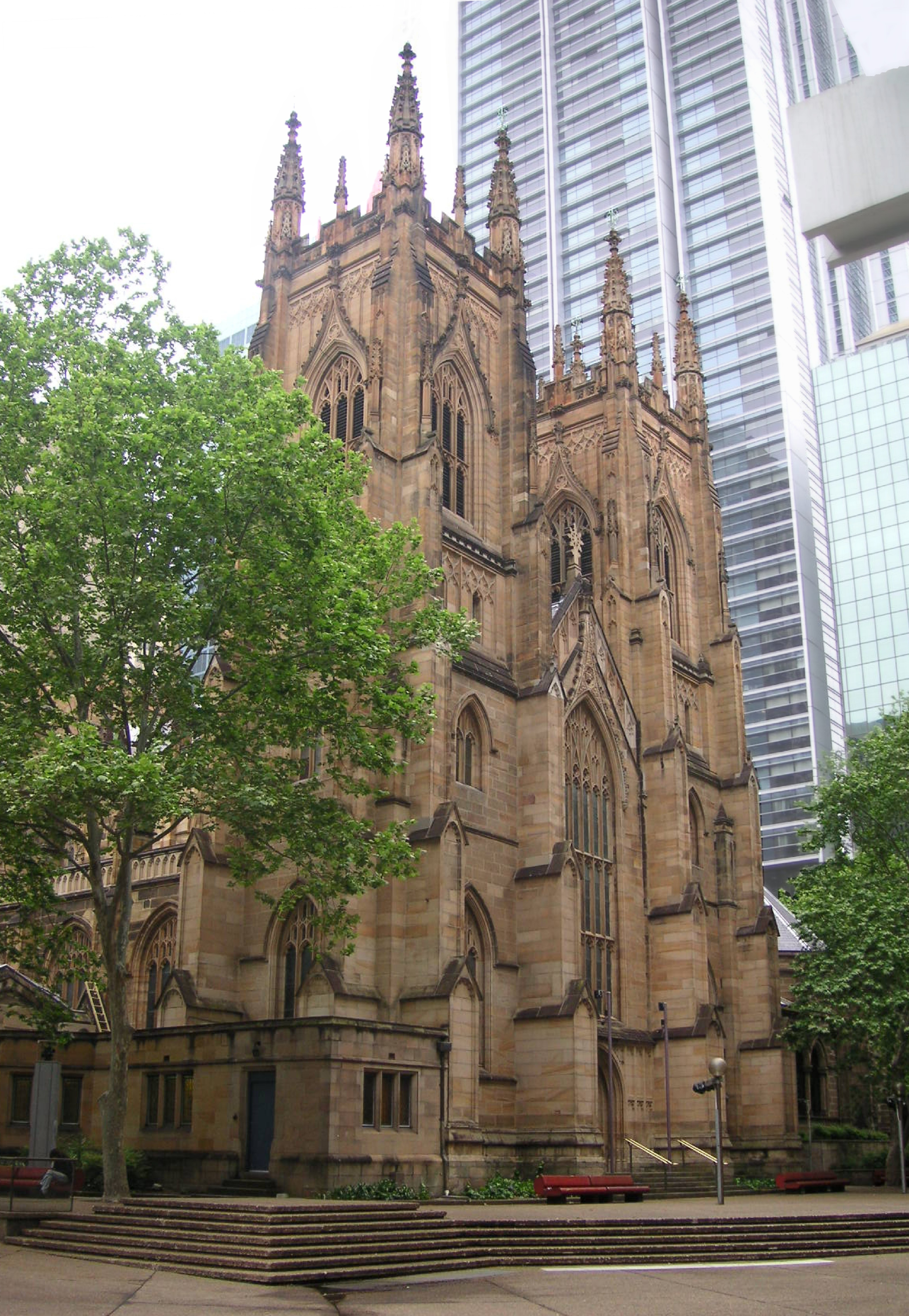
The west front of St Andrew's demonstrates Edmund Blacket's mastery of Gothic design.

圣安德烈座堂（英語：St Andrew's Cathedral）是澳大利亚圣公会悉尼教区的主教座堂。
圣安德烈座堂位于悉尼市中心，是一座哥特复兴式建筑，由Edmund Blacket设计，1868年献堂，是澳大利亚最古老的主教座堂。钟楼高39.3米。琼·克尔介绍圣安德烈座堂是“... 19世纪中叶殖民地渴望英格兰在澳大利亚重现的完美的例子。”

## 花窗玻璃

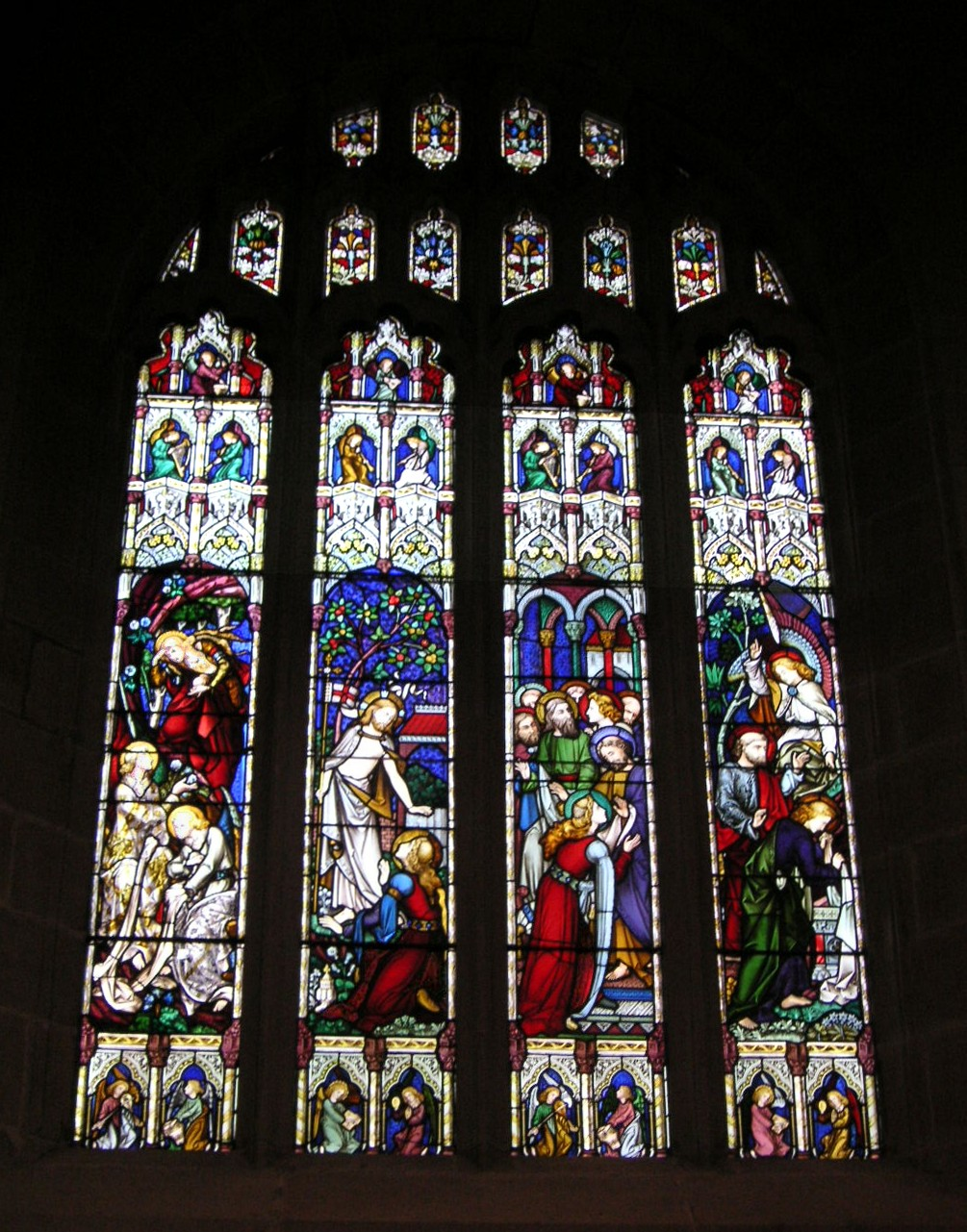
耶稣复活
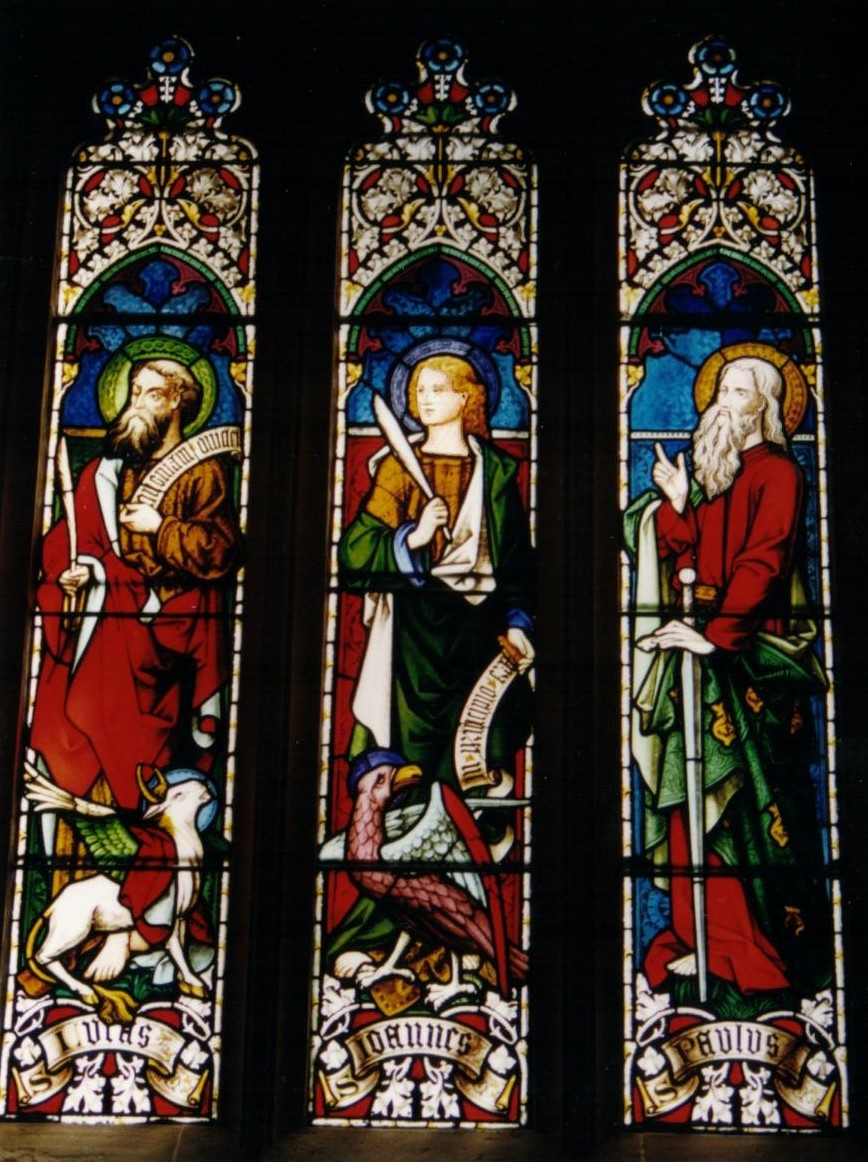
圣路加、圣约翰和圣保罗

### 引用
1. ↑  Joan Kerr, Edmund Thomas Blacket